# Haut-commissaire à la Jeunesse
Le haut-commissaire à la Jeunesse est un portefeuille ministériel ayant existé en France entre janvier 2009 et mars 2010, rattaché au Premier ministre français.
Le poste est confié à Martin Hirsch, qui avait auparavant été nommé haut-commissaire aux Solidarités actives contre la pauvreté au sein du deuxième gouvernement Fillon. Il est chargé de « préparer et mettre en œuvre la politique du Gouvernement en faveur de la jeunesse et du développement de la vie associative ».
Le 22 mars 2010, Marc-Philippe Daubresse est nommé ministre de la Jeunesse et des Solidarités actives tandis que Martin Hirsch quitte le gouvernement.

## Liste
|  | Martin Hirsch | Haut-commissaire aux Solidarités actives contre la pauvreté et à la Jeunesse |  | DVG | 12 janvier 2009 | 22 mars 2010 | Fillon II |